# Selmo Cikotić
Selmo Cikotić, bosansko-hercegovski brigadir in politik, * 25. januar 1964.
Cikotić je doktor obrambnih in varnostnih študij in bivši minister za obrambo Bosne in Hercegovine.